# Пономарьов Борис Миколайович
Бори́с Микола́йович Пономарьо́в (4 (17) січня 1905 року, місто Зарайськ, Рязанська губернія, тепер Московська область — 21 грудня 1995 року, місто Москва) — радянський партійний діяч, ідеолог, академік АН СРСР з 29 червня 1962 року (член-кореспондент з 20 червня 1958, професор з 1932 року). Кандидат у члени ЦК КПРС у 1952—1956 роках, член ЦК КПРС у 1956—1989 роках. Секретар ЦК КПРС (з 31 жовтня 1961 до 25 лютого 1986). Кандидат у члени Політбюро ЦК КПРС (з 19 травня 1972 до 25 лютого 1986).  Депутат Ради Національностей Верховної Ради СРСР 5—11-го скликань (1958—1989) від РРФСР. Герой Соціалістичної Праці (17.01.1975).

## Біографія
Народився в родині службовця.
Член РКП(б) з 1919 року.
У 1919 році поїхав добровольцем РСЧА на Східний фронт на боротьбу з військами адмірала Колчака. У 1919—1920 роках — у Червоній армії. У 1920 році — помічник секретаря військово-революційного комітету міста Зарайска Рязанської губернії.
У 1920 році, після демобілізації, працював токарем механічних майстерень Зарайської прядильно-ткацької фабрики «Красный Восток». Брав активну участь в організації комсомольських осередків. У 1920—1923 роках — на комсомольській і партійній роботі в Зарайська: секретар Зарайського повітового комітету комсомолу (РКСМ), член Бюро Рязанського губернського комітету РКСМ; секретар партійної організації фабрики «Красный Восток» у Зарайську.
У 1923—1926 роках — студент факультету суспільних наук Московського державного університету імені Ломоносова (МДУ). У 1926 році закінчив етнологічний факультет МДУ.
У 1926—1928 роках — на партійно-пропагандистській роботі в Туркменській РСР і на Донбасі: член і заступник керівника пропагандистської групи ЦК ВКП(б).
Потім працював викладачем у вищих навчальних закладах. У 1932 році закінчив Інститут червоної професури у Москві.
У 1932—1934 роках — заступник директора Історико-партійного інституту Червоної професури та завідувач кафедри історії партії цього ж інституту, в 1934—1937 роках — директор Інституту історії партії при Московському комітеті ВКП(б).
У 1936—1943 роках — політреферент Секретаріату і помічник керівника Виконавчого комітету Комінтерну Георгія Димитрова.
У 1943—1944 роках — заступник директора Інституту Маркса-Енгельса-Леніна-Сталіна при ЦК ВКП(б).
У 1944—1946 роках — заступник завідувача відділу міжнародної інформації ЦК ВКП(б).
З 24 липня 1946 по 25 липня 1947 року — 1-й заступник начальника, з 25 липня 1947 по 1949 рік —  начальник Радінформбюро при Раді Міністрів СРСР.
У 1948—1955 роках — 1-й заступник завідувача відділу зовнішніх зносин; Зовнішньополітичної комісії; Комісії, потім Відділу зв'язків з іноземними комуністичними партіями ЦК ВКП(б) (КПРС).
У 1955—1957 роках — завідувач відділу зв'язків з іноземними комуністичними партіями, з 1957 по 1986 рік — завідувач міжнародного відділу ЦК КПРС (по зв'язках з комуністичними партіями капіталістичних країн). Був одним з основних осіб, що формували зовнішню політику СРСР.
З 31 жовтня 1961 до 25 лютого 1986 року — секретар ЦК КПРС.
Голова Наукової ради АН СРСР «Історія робітничого і національно-визвольного руху» (1962—1985). Відповідальний редактор десятитомника «Історія Радянського Союзу з найдавніших часів до наших днів» (1963). Керівник авторського колективу підручника «Історія КПРС» (1960, 4-е вид. 1971—1974). Член Головної редакції багатотомної «Історії КПРС».
З 1986 року — на пенсії. Похований на Новокунцевському кладовищі в Москві.

## Основні праці
Автор понад 100 наукових і публіцистичних праць, серед яких:
- Історія Комуністичної партії Радянського Союзу (1959, 7-е вид. 1985; редактор);
- Перемога в ім'я світу: Велика Перемога та її міжнародне значення (1985);
- Живе та дієве вчення марксизму-ленінізму: Відповідь критикам (1986);
- Великий Жовтень. 70 років. Науково-технічний прогрес (1987);

## Нагороди та звання
- Герой Соціалістичної Праці (16.01.1975)
- шість орденів Леніна (27.06.1945, 3.03.1958, 16.01.1965, 2.12.1971, 16.01.1975, 16.01.1985)
- орден Жовтневої Революції (16.01.1980)
- два ордени Трудового Червоного Прапора (28.06.1955, 15.02.1961)
- орден Вітчизняної війни 1-го ступеня (23.04.1985)
- орден Георгія Димитрова (Болгарія, 1972)
- орден Карла Маркса (Німецька Демократична Республіка, 1980)
- орден Клемента Готвальда (Чехословацька Соціалістична Республіка, 1985)
- орден Переможного Лютого (Чехословацька Соціалістична Республіка, 13.11.1979)
- медалі.
- знак «50 років перебування в КПРС»
- лауреат Ленінської премії (1982)
- лауреат Димитровської премії (Болгарія, 1972).